# Ibrahima Konaté
Pour les articles homonymes, voir Konaté.
Ibrahima Konaté, né le 25 mai 1999 à Paris, est un footballeur international français qui évolue au poste de défenseur central au Liverpool FC.
Il est sélectionné en équipe de France depuis 2022 et participe à la Coupe du monde 2022 dont les bleus sont finaliste et à l'Euro 2024.

## Biographie
Ibrahima Konaté naît le 25 mai 1999, dans le 13e arrondissement de Paris, et grandit dans le 11e arrondissement à la Roquette. Il acquiert la nationalité française le 20 août 2009, par l'effet collectif attaché à la naturalisation de sa mère, née à Singoné au Mali. Celle-ci est femme de ménage et son père est éboueur.
Il commence le football à l’AS Falguière avant de suivre sa formation au Paris FC, il y remporte de nombreux tournois de jeunes dont un tournoi national organisé par l’US Ducey. Alors qu'il joue attaquant, Reda Bekhti qui est alors son entraineur en U12 et U13, va le faire évoluer plus bas sur le terrain, en milieu défensif, plus en adéquation avec sa taille et sa puissance. Manifestant des qualités athlétiques hors normes, il est à ce poste rapidement repéré par un recruteur du FC Sochaux-Montbéliard et rejoint ce club en 2014.

### En club

#### FC Sochaux-Montbéliard (2017)
Au FC Sochaux, les formateurs décident de le faire jouer comme défenseur « On s'est dit que ce serait mieux si on voulait le faire accéder au haut niveau » dit Jean-Sébastien Merieux, alors directeur du recrutement du club franc-comtois. Son entraineur chez les jeunes du FC Sochaux, Éric Hély le décrit comme ayant « des points forts et pas de points faibles. Il est grand, puissant, il va vite. Techniquement c'est correct. Il a une super mentalité et il est travailleur ».
Il débute à 17 ans en janvier 2017, dans l’équipe professionnelle, évoluant alors en Ligue 2, dans un match de coupe de la Ligue face à l'AS Monaco où Sochaux perd aux tirs au but 4 à 5. Outre ce match, sur cette saison 2016-2017, il joue douze matchs de championnat et un match de Coupe de la ligue et marque un but, finissant la saison comme titulaire. Il marque son premier but en professionnel face aux Chamois niortais. 

#### RB Leipzig (2017-2021)
Le 1er juillet 2017, libre, Konaté décide de signer son premier contrat professionnel, d'une durée de cinq saisons, avec le RB Leipzig, propriété du groupe Red Bull. Il joue son premier match le 1er octobre 2017 face au FC Cologne. Au total, il joue 20 matchs cette saison-là. Devenu titulaire indiscutable en septembre 2018, il termine la saison 2018-2019 avec 43 matchs et 3 buts, un face au Fortuna Düsseldorf, un autre face à Rosenborg BK et un dernier face à l'Universitatea Craiova. À la suite d'une blessure musculaire, il ne prend part qu'à onze rencontres la saison suivante. En 2020-2021 il joue 21 matchs et marque un but face au SC Fribourg.

#### Liverpool (depuis 2021)
Le 28 mai 2021, le Liverpool FC annonce l'arrivée d'Ibrahima Konaté à partir du 1er juillet et pour une durée de cinq ans, après avoir payé la clause libératoire du joueur (estimée entre 35 et 40 millions d'euros). En avril 2022, dans cette première saison, il avait disputé 33 matchs dont huit en Ligue des champions où il a marqué 2 buts face à Benfica Lisbonne en quart de finale. Il remporte pour sa première saison avec le club anglais la Coupe d'Angleterre, la Coupe de la Ligue et est finaliste de la Ligue des champions. 

### En sélections nationales

#### En sélection juniors
Il joue douze matches en équipe de France des moins de 16 ans et marque un but le 20 novembre 2014. 
Il joue ensuite en moins de 17 ans, moins de 19 ans et moins de 20 ans. 
Il a en outre joué treize matches en équipe de France espoirs. Il porte le numéro 6.

#### Équipe de France A
Le 4 juin 2022, il est appelé en équipe de France A par Didier Deschamps pour pallier le forfait de Raphaël Varane, en Ligue des nations, récompensant sa saison à Liverpool. Il joue contre la Croatie, match perdu (1-0) et contre l'Autriche, match nul (1-1).
Ibrahima Konaté fait partie des 26 joueurs sélectionnés pour disputer la Coupe de monde 2022 au Qatar. Il est titulaire à trois reprises dans la compétition dont la demi-finale remportée deux buts à zéro contre le Maroc. 
En mai 2024, il figure dans une liste de 25 joueurs appelés par Didier Deschamps pour l'Euro 2024. N'abordant pas cette compétition dans une forme optimale, il est remplaçant, dépassé dans la hiérarchie par William Saliba qui est associé à Dayot Upamecano,.
Konaté porte le brassard de capitaine lors de la rencontre de Ligue des nations 2024-2025 contre l'Italie au Stade San Siro le 17 novembre 2024, pour une victoire française trois buts à un.
En mai, il fait partie du groupe de 25 joueurs convoqués pour participer à la phase finale de Ligue des nations. Il est titulaire en demi-finale lors de la défaite contre l'Espagne mais ne joue pas la petite finale remporté deux buts à zéro contre l'Allemagne.

### Autres activités
Passionné de mode, Konaté se rend souvent aux rassemblements de l'équipe de France avec des vêtements de marques. Pour son arrivée au rassemblement d'octobre 2024, il porte une cagoule verte recouvrant entièrement son visage et lance aux caméras le filmant : « Vous ne savez pas qui je suis ? ». Ce choix vestimentaire fait réagir les médias et les internautes, beaucoup pointant le côté décalé de la chose,,,,.

## Statistiques

### En club
| Saison                | Club                  | Championnat           | Championnat | Championnat | Championnat | Coupe nationale | Coupe nationale | Coupe nationale | Coupe de la Ligue | Coupe de la Ligue | Coupe de la Ligue | Supercoupe | Supercoupe | Supercoupe | Compétition(s) continentale(s) | Compétition(s) continentale(s) | Compétition(s) continentale(s) | Compétition(s) continentale(s) | Total | Total | Total |
| Saison                | Club                  | Division              | M.          | B.          | P.d.        | M.              | B.              | P.d.            | M.                | B.                | P.d.              | M.         | B.         | P.d.       | Comp.                          | M.                             | B.                             | P.d.                           | M.    | B.    | P.d.  |
| 2016-2017             | FC Sochaux            | Ligue 2               | 12          | 1           | 0           | -               | -               | -               | 1                 | 0                 | 0                 | -          | -          | -          | -                              | -                              | -                              | -                              | 13    | 1     | 0     |
| 2017-2018             | RB Leipzig            | Bundesliga            | 16          | 0           | 0           | -               | -               | -               | -                 | -                 | -                 | -          | -          | -          | C1+C3                          | 0+4                            | 0+0                            | 0                              | 20    | 0     | 0     |
| 2018-2019             | RB Leipzig            | Bundesliga            | 28          | 1           | 1           | 6               | 0               | 0               | -                 | -                 | -                 | -          | -          | -          | C3                             | 9                              | 2                              | 0                              | 43    | 3     | 1     |
| 2019-2020             | RB Leipzig            | Bundesliga            | 8           | 0           | 0           | 1               | 0               | 0               | -                 | -                 | -                 | -          | -          | -          | C1                             | 2                              | 0                              | 0                              | 11    | 0     | 0     |
| 2020-2021             | RB Leipzig            | Bundesliga            | 14          | 1           | 0           | 1               | 0               | 0               | -                 | -                 | -                 | -          | -          | -          | C1                             | 6                              | 0                              | 0                              | 21    | 1     | 0     |
| Sous-total            | Sous-total            | Sous-total            | 66          | 2           | 1           | 8               | 0               | 0               | 0                 | 0                 | 0                 | -          | -          | -          | -                              | 21                             | 2                              | 0                              | 95    | 4     | 1     |
| 2021-2022             | Liverpool FC          | Premier League        | 11          | 0           | 0           | 6               | 1               | 1               | 4                 | 0                 | 0                 | -          | -          | -          | C1                             | 8                              | 2                              | 0                              | 29    | 3     | 1     |
| 2022-2023             | Liverpool FC          | Premier League        | 18          | 0           | 0           | 3               | 0               | 0               | -                 | -                 | -                 | -          | -          | -          | C1                             | 3                              | 0                              | 0                              | 24    | 0     | 0     |
| 2023-2024             | Liverpool FC          | Premier League        | 22          | 0           | 0           | 3               | 0               | 0               | 5                 | 0                 | 1                 | -          | -          | -          | C3                             | 7                              | 0                              | 0                              | 37    | 0     | 1     |
| 2024-2025             | Liverpool FC          | Premier League        | 31          | 1           | 2           | -               | -               | -               | 4                 | 0                 | 0                 | -          | -          | -          | C1                             | 7                              | 1                              | 0                              | 42    | 2     | 2     |
| 2025-2026             | Liverpool FC          | Premier League        | 1           | 0           | 0           | -               | -               | -               | 0                 | 0                 | 0                 | 1          | 0          | 0          | C1                             | 0                              | 0                              | 0                              | 2     | 0     | 0     |
| Sous-total            | Sous-total            | Sous-total            | 83          | 1           | 2           | 12              | 1               | 1               | 13                | 0                 | 1                 | 1          | 0          | 0          | -                              | 25                             | 3                              | 0                              | 134   | 5     | 4     |
| Total sur la carrière | Total sur la carrière | Total sur la carrière | 161         | 4           | 3           | 20              | 1               | 1               | 14                | 0                 | 1                 | 1          | 0          | 0          | -                              | 46                             | 5                              | 0                              | 242   | 10    | 5     |

### En sélections nationales
| Saison                | Sélection             | Phases finales              | Phases finales | Phases finales | Phases finales | Éliminatoires | Éliminatoires | Éliminatoires | Ligue des nations | Ligue des nations | Ligue des nations | Matchs amicaux | Matchs amicaux | Matchs amicaux | Total | Total | Total |
| Saison                | Sélection             | Compétition                 | M              | B              | Pd             | M             | B             | Pd            | M                 | B                 | Pd                | M              | B              | Pd             | M     | B     | Pd    |
| --------------------- | --------------------- | --------------------------- | -------------- | -------------- | -------------- | ------------- | ------------- | ------------- | ----------------- | ----------------- | ----------------- | -------------- | -------------- | -------------- | ----- | ----- | ----- |
| 2021-2022             | France                | -                           | -              | -              | -              | -             | -             | -             | 2                 | 0                 | 0                 | -              | -              | -              | 2     | 0     | 0     |
| 2022-2023             | France                | Coupe du monde 2022         | 5              | 0              | 0              | 4             | 0             | 0             | -                 | -                 | -                 | -              | -              | -              | 9     | 0     | 0     |
| 2023-2024             | France                | Euro 2024                   | -              | -              | -              | 1             | 0             | 0             | -                 | -                 | -                 | 4              | 0              | 0              | 5     | 0     | 0     |
| 2024-2025             | France                | Ligue des nations 2024-2025 | 1              | 0              | 0              | -             | -             | -             | 6                 | 0                 | 0                 | -              | -              | -              | 7     | 0     | 0     |
| Total sur la carrière | Total sur la carrière | Total sur la carrière       | 6              | 0              | 0              | 5             | 0             | 0             | 8                 | 0                 | 0                 | 4              | 0              | 0              | 23    | 0     | 0     |

### Liste des matchs internationaux
| Matchs internationaux d'Ibrahima Konaté | Matchs internationaux d'Ibrahima Konaté | Matchs internationaux d'Ibrahima Konaté             | Matchs internationaux d'Ibrahima Konaté | Matchs internationaux d'Ibrahima Konaté | Matchs internationaux d'Ibrahima Konaté | Matchs internationaux d'Ibrahima Konaté                            |
|                                         | Date                                    | Lieu                                                | Adversaire                              | Résultat                                | Compétition                             | Notes                                                              |
| --------------------------------------- | --------------------------------------- | --------------------------------------------------- | --------------------------------------- | --------------------------------------- | --------------------------------------- | ------------------------------------------------------------------ |
| 1.                                      | 10 juin 2022                            | Stade Ernst-Happel, Vienne, Autriche                | Autriche                                | 1 - 1                                   | Ligue des nations 2022-2023             | Titulaire.                                                         |
| 2.                                      | 13 juin 2022                            | Stade de France, Saint-Denis, France                | Croatie                                 | 0 - 1                                   | Ligue des nations 2022-2023             | Titulaire.                                                         |
| 3.                                      | 22 novembre 2022                        | Stade Al-Janoub, Al Wakrah, Qatar                   | Australie                               | 4 - 1                                   | Coupe du monde 2022                     | Titulaire.                                                         |
| 4.                                      | 26 novembre 2022                        | Stade 974, Doha, Qatar                              | Danemark                                | 2 - 1                                   | Coupe du monde 2022                     | Entre en jeu à la place de Raphaël Varane à la 75e minute de jeu.  |
| 5.                                      | 30 novembre 2022                        | Stade Education City, Al Rayyan, Qatar              | Tunisie                                 | 1 - 0                                   | Coupe du monde 2022                     | Titulaire.                                                         |
| 6.                                      | 14 décembre 2022                        | Stade Al-Bayt, Al-Khor, Qatar                       | Maroc                                   | 2 - 0                                   | Coupe du monde 2022                     | Titulaire.                                                         |
| 7.                                      | 18 décembre 2022                        | Stade de Lusail, Lusail, Qatar                      | Argentine                               | 3 - 3 4-2 t.a.b                         | Coupe du monde 2022                     | Entre en jeu à la place de Raphaël Varane à la 113e minute de jeu. |
| 8.                                      | 24 mars 2023                            | Stade de France, Saint-Denis, France                | Pays-Bas                                | 4 - 0                                   | Éliminatoires de l'Euro 2024            | Titulaire.                                                         |
| 9.                                      | 27 mars 2023                            | Aviva Stadium, Dublin, Irlande                      | République d'Irlande                    | 0 - 1                                   | Éliminatoires de l'Euro 2024            | Titulaire.                                                         |
| 10.                                     | 16 juin 2023                            | Stade de l'Algarve, Almancil, Portugal              | Gibraltar                               | 0 - 3                                   | Éliminatoires de l'Euro 2024            | Titulaire et remplacé par Axel Disasi à la 84e minute de jeu.      |
| 11.                                     | 19 juin 2023                            | Stade de France, Saint-Denis, France                | Grèce                                   | 1 - 0                                   | Éliminatoires de l'Euro 2024            | Titulaire.                                                         |
| 12.                                     | 13 octobre 2023                         | Johan Cruyff Arena, Amsterdam, Pays-Bas             | Pays-Bas                                | 1 - 2                                   | Éliminatoires de l'Euro 2024            | Titulaire.                                                         |
| 13.                                     | 17 octobre 2023                         | Stade Pierre-Mauroy, Villeneuve-d'Ascq, France      | Écosse                                  | 4 - 1                                   | Match amical                            | Titulaire et remplacé par Castello Lukeba à la 87e minute de jeu.  |
| 14.                                     | 26 mars 2024                            | Stade Vélodrome, Marseille, France                  | Chili                                   | 3 - 2                                   | Match amical                            | Titulaire.                                                         |
| 15.                                     | 5 juin 2024                             | Stade Saint-Symphorien, Longeville-lès-Metz, France | Luxembourg                              | 3 - 0                                   | Match amical                            | Titulaire.                                                         |
| 16.                                     | 9 juin 2024                             | Matmut Atlantique, Bordeaux, France                 | Canada                                  | 0 - 0                                   | Match amical                            | Entre en jeu à la place de Dayot Upamecano à la 62e minute de jeu. |
| 17.                                     | 6 septembre 2024                        | Parc des Princes, Paris, France                     | Italie                                  | 1 - 3                                   | Ligue des nations 2024-2025             | Titulaire.                                                         |
| 18.                                     | 10 octobre 2024                         | Bozsik Aréna, Budapest, Hongrie                     | Israël                                  | 1 - 4                                   | Ligue des nations 2024-2025             | Titulaire.                                                         |
| 19.                                     | 14 octobre 2024                         | Stade Roi Baudouin, Bruxelles, Belgique             | Belgique                                | 1 - 2                                   | Ligue des nations 2024-2025             | Titulaire.                                                         |
| 20.                                     | 14 novembre 2024                        | Stade de France, Saint-Denis, France                | Israël                                  | 0 - 0                                   | Ligue des nations 2024-2025             | Titulaire.                                                         |
| 21.                                     | 17 novembre 2024                        | Stade San Siro, Milan, Italie                       | Italie                                  | 1 - 3                                   | Ligue des nations 2024-2025             | Titulaire.                                                         |
| 22.                                     | 20 mars 2025                            | Stade de Poljud, Split, Croatie                     | Croatie                                 | 2 - 0                                   | Ligue des nations 2024-2025             | Titulaire et remplacé par Dayot Upamecano à la 46e minute de jeu.  |
| 23.                                     | 5 juin 2025                             | MHPArena, Stuttgart, Allemagne                      | Espagne                                 | 5 - 4                                   | Ligue des nations 2024-2025             | Titulaire.                                                         |

## Palmarès

### En club
Formé au FC Sochaux-Montbéliard, puis passé au RB Leipzig avec qui il est finaliste de la Coupe d'Allemagne en 2019 et 2021 et vice-champion d'Allemagne en 2021, Ibrahima Konaté remporte ses premiers titres avec le Liverpool FC. 
Dès sa première saison, il remporte les deux coupes nationales en soulevant la Coupe d'Angleterre et la Coupe de la ligue à chaque fois après des victoires aux tirs au but contre Chelsea. Cette même année, il est vice-champion d'Angleterre et surtout atteint la finale de Ligue des Champions mais s'incline contre le Real Madrid. L'été suivant, il remporte le Community Shield. 
Pour sa troisième saison au club, il remporte un seconde Coupe de la ligue avant d'être sacré champion d'Angleterre pour le première fois en 2025.
| RB Leipzig                                                                                            | Liverpool FC (5) |
| --- | --- |
| - Championnat d'Allemagne : - Vice-champion en 2021 - Coupe d'Allemagne : - Finaliste en 2019 et 2021 | - Championnat d'Angleterre (1) : - Champion en 2025 - Vice-champion en 2022 - Coupe d'Angleterre (1) : - Vainqueur en 2022 - Coupe de la Ligue (2) : - Vainqueur en 2022 et 2024 - Finaliste en 2025 - Community Shield (1) : - Vainqueur en 2022 - Finaliste en 2025 - Ligue des champions : - Finaliste en 2022 |

#### En sélection
Avec l'équipe de France, Ibrahima Konaté compte 22 sélections et à joué l'Euro 2024 ainsi que la Coupe du monde 2022 au Qatar dont il est finaliste. Il termine également troisième de la Ligue des nations en 2025.
| Équipe de France                                                                 |
| -------------------------------------------------------------------------------- |
| - Coupe du monde : - Finaliste en 2022 - Ligue des nations : - Troisième en 2025 |

### Distinctions individuels
Le 22 juin 2025 , il remporte le Trophée Bernard Genghini récompensant le meilleur joueur formé au FC Sochaux-Monbéliard évoluant dans une autre équipe.